# Iridopsis albescens
Iridopsis albescens là một loài bướm đêm trong họ Geometridae.